# Orca Sports Cars
Orca Sports Cars Ltd. war ein Sportwagenhersteller aus der Schweiz.

## Unternehmensgeschichte
René Beck, der zuvor Orca Engineering in Liechtenstein leitete, gründete das Unternehmen am 9. Mai 2005 in Breitenbach SO im Kanton Solothurn. Er setzte die Produktion von Sportwagen unter Beibehaltung des Markennamens Orca fort. Das Unternehmen stellte die Orca-113-Plattform her. Es gab sie in drei Varianten, von denen insgesamt sieben Exemplare gefertigt wurden.
Das Unternehmen wurde am 7. Mai 2010 aufgelöst. René Beck hatte bereits am 6. Juli 2006 Beck Engineering & Composits  in Muri bei Bern gegründet und versuchte dort, die Produktion und Vermarktung als Beck fortzusetzen.

## Orca-113-Plattform
Diese Plattform sollte Basis für 198 Fahrzeuge in drei Varianten sein. Letztendlich wurden in den beiden Unternehmen zusammen aber nur sieben Fahrzeuge hergestellt: drei C 113 (Coupé), zwei R 113 (Roadster) und zwei SC 7 (Coupé).

### C 113
Der C 113 war ein Coupé und das erste Konzeptfahrzeug auf der Orca-113-Plattform. Die Höchstgeschwindigkeit wurde mit 360 km/h angegeben. Dennoch galt der C 113 nachweislich als viertschnellstes Auto der Welt (Beschleunigung 0–100 km/h in unter 3 Sekunden).
- Beschleunigung 0–100 km/h in unter 3 Sekunden
- Beschleunigung 0–200 km/h in 8,5 Sekunden
- Beschleunigung 0–300 km/h in 15 Sekunden
- Höchstgeschwindigkeit: etwa 360 km/h

### R 113
Der R 113 war die Roadsterversion des C 113. Vor der Einstellung der Orca-113-Plattform war der R 113 das schnellste strassentaugliche Fahrzeug der Welt (Beschleunigung 0–100 km/h in unter 2,5 Sekunden). Er wurde vom gleichen Audi-Twin-Turbo-V8-Motor wie der Beck LM 800 angetrieben; Werte siehe hier:
- Beschleunigung 0–100 km/h in unter 2,5 Sekunden
- Beschleunigung 0–200 km/h in 6,5 Sekunden
- Beschleunigung 0–300 km/h in 12,8 Sekunden
- Höchstgeschwindigkeit: etwa 410 km/h

### SC 7
Der SC 7 wäre bei Weitem das exklusivste Modell von Orca gewesen. Auch von diesem Konzeptfahrzeug ist nur wenig bekannt: Sein Gewicht lag bei 850 kg und er wurde von einem Audi-Twin-Turbo-V12-Motor angetrieben. Die Höchstgeschwindigkeit lag bei über 400 km/h. Von Anfang an waren nur sieben Exemplare dieses Supersportwagens geplant, tatsächlich entstanden aber nur zwei.
- Beschleunigung 0–100 km/h in unter 2,7 Sekunden
- Höchstgeschwindigkeit: etwa 400 km/h